# Єршовське сільське поселення
Єршо́вське сільське поселення — муніципальне утворення в складі Камбарського району Удмуртії, Росія. Адміністративний центр і єдиний населений пункт — село Єршовка.
Населення становить 873 особи (2019, 944 у 2010, 1108 у 2002).
В поселенні діють середня школа та садочок, 2 бібліотеки, клуб та фельдшерсько-акушерський пункт. Серед підприємств працюють комбінат ТОВ «Байкал», ВАТ «Річковий порт Сарапул», лісгосп Єршовського лісництва, МТС.